# Jezebel (Wayne Shanklin)
Jezebel is een liedje dat is geschreven door de Amerikaanse liedjesschrijver, arrangeur en muziekproducent Wayne Shanklin (1916-1970). Het werd op 4 april 1951 voor het eerst op de plaat gezet door Frankie Laine.
De titel wijst naar de Bijbelse figuur Jezebel, in Angelsaksische landen de naam voor Izebel, de vrouw van koning Achab uit de boeken I en II Koningen. Izebel was in de joods-christelijke traditie het archetype van de mooie, maar slechte vrouw. Dat is de Jezebel uit het liedje ook. De ik-figuur heeft grote spijt dat hij ooit voor haar charmes is gevallen.

## Frankie Laine
Jezebel werd op 4 april 1951 opgenomen door Frankie Laine met het Norman Luboff Choir en het orkest van Mitch Miller en uitgebracht door Columbia Records. De plaat bereikte de tweede plaats in de lijst Best Sellers in Stores, de voorloper van de Billboard Hot 100. De achterkant van Jezebel, Rose, Rose, I Love You, was trouwens ook een hit en bereikte de derde plaats.
Frankie Laine bleef het nummer zingen gedurende zijn hele carrière en heeft het een paar maal opnieuw opgenomen.

## Johnny Kendall & the Heralds
Jezebel is een single van de Amsterdamse popgroep Johnny Kendall & the Heralds uit 1964.

### Hitnotering
| Titel              | Titel                 | Titel    | Titel | Titel            |
| Hitlijst           | Datum van binnenkomst | Week:    | 1     | Laatste notering |
| ------------------ | --------------------- | -------- | ----- | ---------------- |
| Nederlandse Top 40 | 02-01-1965            | Positie: | 29    | 02-01-1965       |

## Andere versies
- Charles Aznavour maakte al in 1951 een Franse vertaling van het nummer en zette die versie ook zelf op de plaat. Édith Piaf zong deze versie ook in 1951. Het werd een van haar grote successen. Deze versie is ook gezongen door Mireille Mathieu in 1965 en door Michel Jonasz in 1968 en staat op het album Voila van Belinda Carlisle (2007).
- Waldemar Matuška zong het nummer in het Tsjechisch.
- Een Nederlandstalige versie staat op het album Verborgen Verdriet van Wendy Van Wanten uit 1995.
- The Everly Brothers zongen het nummer op hun lp Instant Party! uit 1962.
- Herman's Hermits namen het nummer op voor hun lp There's a Kind of Hush All over the World van 1967. Daarna speelden ze het nummer regelmatig tijdens optredens.
- Shakin' Stevens bracht het nummer in 1989 uit als (weinig succesvolle) single.
- De Duitse zanger Alexander Veljanov nam het nummer (in het Engels) ook op voor zijn album Secrets of the Silver Tongue van 1998.
- Gene Vincent nam het nummer in 1956 op met zijn groep The Blue Caps voor zijn eerste lp Blue-Jean Bop.
- In 2016 verscheen het nummer op het album This time it's personal van Dr. John Cooper Clarke en Hugh Cornwell.

Er bestaan ook andere liedjes met de naam Jezebel, onder andere van Sade en van Alan Wilder.

## Trivia
- Het lied Memories op het album Death of a Ladies' Man van Leonard Cohen begint met de regel ‘Frankie Lane, he was singing Jezebel’.[2]
- De eerste helikopter in Nederland, een Sikorsky S-51, werd in 1951 gekocht door de Koninklijke Marine. Daar kreeg de heli de naam ‘Jezebel’ naar het liedje van Frankie Laine.[3]